# Wilfred Agbonavbare
Wilfred Agbonavbare (5 oktober 1966 – 27 januari 2015) was een Nigeriaans profvoetballer.
Agbonavbare begon zijn carrière op 17-jarige leeftijd bij New Nigeria Bank F.C. en BCC Lions FC. Vanaf 1990 speelde hij voor Rayo Vallecano gedurende zes seizoenen. Hij sloot zijn carrière af bij Écija Balompié in 1997. Agbonavbare speelde 15 wedstrijden bij het Nigeriaans voetbalelftal. Hij was aanwezig op het Wereldkampioenschap Voetbal 1994 als back-up voor Peter Rufai.
Na zijn carrière bleef hij in Spanje wonen. Hij overleed begin 2015 op 48-jarige leeftijd aan de gevolgen van kanker.

## Statistieken
| Seizoen         | Club                | Land            | Competitie       | Wedstrijden | Doelpunten |
| --------------- | ------------------- | --------------- | ---------------- | ----------- | ---------- |
| 1983–1989       | New Nigeria Bank FC | Nigeria         | Premier League   | –           | –          |
| 1990            | BCC Lions FC        | Nigeria         | Premier League   | –           | 0          |
| 1990/91         | Rayo Vallecano      | Spanje          | Segunda División | 32          | 0          |
| 1991/92         | Rayo Vallecano      | Spanje          | Segunda División | 38          | 0          |
| 1992/93         | Rayo Vallecano      | Spanje          | Primera División | 28          | 0          |
| 1993/94         | Rayo Vallecano      | Spanje          | Primera División | 35          | 0          |
| 1994/95         | Rayo Vallecano      | Spanje          | Segunda División | 31          | 0          |
| 1995/96         | Rayo Vallecano      | Spanje          | Primera División | 20          | 0          |
| 1996/97         | Écija Balompié      | Spanje          | Segunda División | 23          | 0          |
| Carrière totaal | Carrière totaal     | Carrière totaal | Carrière totaal  | 200         | 0          |